# Municipalità di Dmanisi
La municipalità di Dmanisi (in georgiano დმანისის მუნიციპალიტეტი?) è una municipalità georgiana di Kvemo Kartli.
Nel censimento del 2002 la popolazione si attestava a 28.034 abitanti. Nel 2008 il numero risultava essere 28.200.
La cittadina di Dmanisi è il centro amministrativo della municipalità, la quale si estende su un'area di 1.198 km².

## Popolazione
Dal censimento del 2002 la municipalità risultava costituita da:
- Azeri, 66,76%
- Georgiani, 31,24%
- Greci, 0,78%
- Russi, 0,56%
- Armeni, 0,52%

## Monumenti e luoghi d'interesse
- Dmanisi